# Andre Marriner
Andre Marriner (født 1. januar 1971) er en engelsk fodbolddommer fra Sheldon. Han har dømt internationalt under det internationale fodboldforbund FIFA siden 2009, hvor han er indrangeret som kategory 2-dommer, der er det tredjehøjeste niveau for internationale dommere.

## Kampe med danske hold
- 2. august 2011: Kvalifikation til Champions League: Panathinaikos – OB 3-4.